# Carlos Kleiber
Carlos Kleiber (narozen jako Karl Ludwig Bonifacius Kleiber; 3. července 1930 Berlín – 13. července 2004 Konjšica, Slovinsko) byl dirigent rakouského původu. 

## Začátky
Později získal argentinské občanství a roku 1980 zpět rakouské. Otec Erich Kleiber byl rakouský dirigent, matka Ruth byla Američanka částečně židovského původu. Rodina před nacisty emigrovala do Latinské Ameriky, kde si Kleiber mladší změnil jméno na Carlos. Hudební studium a dirigentské začátky absolvoval Carlos Kleiber v Buenos Aires. 
Carlos vyrůstal na studiu angličtiny u své vychovatelky a na školách v Buenos Aires, kde projevoval zvláštní zájem a talent pro hudbu. Svá hudební studia začal v Buenos Aires, ačkoli jeho otec byl od začátku silně proti tomu, aby se jeho syn hudbě obecně věnoval profesionálně a dirigování orchestru zvláště. Studoval harmonii u Erwina Leuchtera a klavír u Lea Schwarze a Ljerko Spiller. Na naléhání svého otce začal studovat chemii na univerzitě v Curychu, aby potěšil svého otce, který nechtěl, aby byl Carlos dirigentem orchestru, i když by nakonec následoval své hudební povolání. Nekladl synovi překážky v povolání, ale nepomáhal mu ani při budování kariéry. Debutoval v Teatro Argentino v La Plata ve věku 22 let.
Roku 1952 se přesunul zpět do Evropy, nejdříve působil v Mnichově, pak v letech 1957–1964 v Düsseldorfu, poté na dalších místech. S výjimkou let 1968-1973, kdy vedl Bavorskou operu, nikdy nepřijal stálé místo. Jeho žena byla Slovinka, proto i on zemřel ve Slovinsku a je zde i pochován.